# Ubiratan D'Ambrosio
Ubiratan D'Ambrosio (São Paulo, 8 de diciembre de 1932 - 12 de mayo de 2021) fue un matemático brasileño, dedicado a la educación e historia de la matemática. Es uno de los pioneros en el estudio de la etnomatemática.

## Formación y actuación académica
D'Ambrosio es Doctor en  Matemática por la Universidad de San Pablo (1963).
Se formó como matemático en Brasil e Italia. Hasta 1972  vivió en U.S.A.. (Brown University, SUNY / Buffalo) donde trabajó en cálculo de las variaciones y teoría de la medida, en enfoque interdisciplinario y programas de postgrado. A su regreso a Brasil  asumió el cargo de director del Instituto de Matemáticas, Estadística y Ciencias de la Computación de la Universidad Estatal de Campinas (UNICAMP), donde agregó nuevos temas como la lógica matemática, modelación matemática, Biología matemática, lingüística computacional e inteligencia artificial, como parte del perfil de investigación del Instituto. Luego, incluyó la educación matemática. En 1975 participó en la creación de un programa de maestría en la enseñanza de ciencias y matemáticas en la UNICAMP.
Desde 1970 se abocó a la enseñanza de las matemáticas, a partir de su participación en las actividades del Comité Interamericano de Educación Matemática (CIAEM / CIAEM), de la que fue presidente. Entró en contacto con los protagonistas internacionales en la educación matemática como Luis Santaló, Hans Freudenthal y Edward Begle, con quienes participó en los Congresos Internacionales de Educación Matemática (ICMEs), donde  el tema de la enseñanza de la matemática se plantea vinculado con aspectos socioculturales relacionando la investigación en educación matemática, la historia de las matemáticas y las otras ciencias en diferentes contextos.
Durante su vicepresidencia del ICMI (1979-1983) ayudó a fundar la Unión Matemática Africana y la Sociedad Africana para el Avance de la Ciencia. Luego, como presidente del Grupo Internacional de Estudios de las Relaciones entre la Historia y Pedagogía de las Matemáticas, debido a su interés en las condiciones sociales y culturales para la enseñanza de las matemáticas, especialmente sobre la naturaleza de los conocimientos matemáticos en diferentes culturas en diferentes épocas, comenzó a desarrollar la idea de la Etnomatemática, su más conocida aportación al campo de la educación matemática. Fue presentada a nivel internacional en la conferencia plenaria "Bases Socioculturales para Educación Matemática" en ICME-5 (Adelaida, 1984). Al año siguiente, fue cofundador del Grupo de Estudio Internacional sobre la Etnomatemática.  
Su contribución a la investigación es esencialmente como un filósofo de la educación matemática debido a la reflexión sobre su papel en un mundo complejo, caracterizado por la inestabilidad y por una distribución desigual de los bienes y privilegios entre regiones, países y sociedades. Al centrar su atención en las culturas en vías de desarrollo, Ubiratan D'Ambrosio amplió la concepción de educación matemática.

En 2014, se desempeña como profesor emérito de la Universidad Estatal de Campinas/UNICAMP, profesor del Programa de Posgrado en Educación Matemática da UNIAN/Universidade Anhanguera, São Paulo, profesor en los programas de Posgrado del Instituto de Geociencias Exactas da UNESP/Rio Claro, de la Facultad de Educación da USP y de los programas de posgrado en Historia de las ciencias de PUC-SP.

## Reconocimientos
En 2013, la intendenta interina de Montevideo, María Sara Ribero, lo declaró Visitante Ilustre de la ciudad, en ocasión del VII Congreso Iberomericano de Educación Matemática, realizado en la capital de Uruguay.

### Premios
- 2001- Premio Kenneth O. May en sesión solemne durante el 21º Congreso Internacional de Historia de la Ciencia y la Tecnología en México[nota 1][6]
- 2005- Medalla Félix Klein por parte de la Comisión Internacional de Instrucción Matemática en reconocimiento a su contribución en la educación matemática como campo de investigación, especialmente en América Latina.[2]

### Cargos relevantes
- 1988-92 presidente de la Sociedad Latinoamericana de Historia de las Ciencias y la Tecnología
- 1989-1997 miembro del Comité Ejecutivo de la Comisión Internacional de Historia de las Matemáticas
- 1991-93 presidente de la Sociedad Brasileña de Historia de la Ciencia
- 1993-2009 miembro del Comité Ejecutivo de la Comisión Internacional de Historia de la Ciencia
- 1999-2007 presidente de la Sociedad Brasileña de Historia de la Matemática
- 2000-2004 miembro del Comité Ejecutivo del Consejo de la Asociación de Filosofía e Historia de la Ciencia del Cono Sur
- designación como miembro de la Academia Internacional de Historia de las Ciencias de París[6]

## Publicaciones
E-book: Etnomatemáticas ISBN 9788499696881
Entre 1985 y 2014,  Dialnet registra:

### Colaboraciones en obras colectivas
- Uma breve notícia sobre a narrativa da conquista e a história da matemática no Brasil colonial, 2008, ISBN 978-84-96583-82-5, págs. 305-314
- La matemática como ciencia de la sociedad, 2007, ISBN 978-84-7827-513-7, págs. 83-102
- As propostas curriculares de Matemática no Brasil, 2002, ISBN 84-7801-648-1, págs. 29-50
- Las dimensiones políticas y educacionales de la etnomatemática, 2000, ISBN 84-95599-03-1, págs. 439-444
- Ethnomathematics: where does it come from? and where does it go?, 1998, ISBN 84-923760-3-1, págs. 119-128
- Influencia de las nuevas ideas científicas y tecnológicas en la renovación de las ideas sociales en el tránsito del s. XIX al s. XX,1989, ISBN 84-7665-817-6, págs. 123-134
- La didáctica de la matemática y la obra de Rey Pastor, 1990, ISBN 84-87252-64-8, págs. 209-216
- Do Misticismo à Mistificaçao, 1989, págs. 505-509

### Coordinación
- Anais do Segundo Congresso Latino-Americanao de História da Ciência e da Tecnologia: 30 de junho a 4 de julho, 1988, Sap Paulo : Nova Stella, 1989

### Artículos de revistas
- Las bases conceptuales del Programa Etnomatemática. Revista Latinoamericana de Etnomatemática, ISSN-e 2011-5474, Vol. 7, N.º. 2, 2014, págs. 100-107
- Mathematicians, mathematics educators and the state of the world. REDIMAT, ISSN-e 2014-3621, Vol. 1, N.º. 1, 2012, págs. 5-28
- A busca da paz: responsabilidade de matemáticos, cientistas e engenheiros. Revista da Universidade Vale do Rio Verde, ISSN-e 2236-5362, ISSN 1517-0276, Vol. 9, N.º. 1, 2011, págs. 66-77
- Um diálogo com Ubiratan D'Ambrosio: uma conversa brasileira sobre etnomatemática. Revista Latinoamericana de Etnomatemática, ISSN-e 2011-5474, Vol. 1, N.º. 2, 2008, págs. 88-110
- La integración de la matemática con las ciencias. Matematicalia ISSN-e 1699-7700, Vol. 1, N.º. 1, 2005
- Educació matemàtica, etnomatemàtica i pau. Perspectiva escolar, ISSN 0210-2331, N.º 284, 2004, págs. 15-22
- Las dimensiones políticas y educacionales de la etnomatemática. Números, ISSN 0212-3096, N.º. 43-44, 2000, págs. 439-444
- La transferencia del conocimiento matemático a las colonias: factores sociales, políticos y culturales. Llull, ISSN 0210-8615, Vol. 22, N.º 44, 1999, págs. 347-380
- Educació Matemàtica per a una civilització en procés de canvi.Temps d'educacio, ISSN 0214-7351, N.º 22, 1999, págs. 29-52
- Educación, matemáticas y el futuro. Epsilon ISSN 1131-9321, N.º 38, 1997 (Ejemplar dedicado a: Homenaje al profesor D. Gonzalo Sánchez Vázquez), págs. 105-114
- A Methodology for Ethnoscience: the Need for Alternative Epistemoligies. Theoria, ISSN 0495-4548, Vol. 1, N.º 2, 1985, págs. 397-410